# CHL Import Draft 1993
CHL Import Draft 1993 – drugi draft CHL w historii. Łącznie wybrano 39 zawodników.

## Wybrani
Pozycje: B – bramkarz, O – obrońca, C – center, LS – lewoskrzydłowy, PS – prawoskrzydłowy

Ligi: OHL – Ontario Hockey League, QMJHL – Quebec Major Junior Hockey League, WHL – Western Hockey League
| #  | Zawodnik (pozycja)       | Pochodzenie | Klub macierzysty         | Klub wybierający (liga)       |
| -- | ------------------------ | ----------- | ------------------------ | ----------------------------- |
| 1  | Serhij Ołympyjew (LS)    | Ukraina     | Dynama Mińsk             | Ottawa 67’s (OHL)             |
| 3  | Władimir Krieczin (LS)   | Rosja       | Traktor Czelabińsk       | Windsor Spitfires (OHL)       |
| 6  | Witalij Jaczmieniow (PS) | Rosja       | Mieczeł Czelabińsk       | North Bay Centennials (OHL)   |
| 7  | Siergiej Poliszczuk (O)  | Rosja       | Krylja Sowietow 2 Moskwa | Shawinigan Cataractes (QMJHL) |
| 13 | Rudolf Verčík (LS)       | Słowacja    | ŠKP PS Poprad            | Saint-Hyacinthe Laser (QMJHL) |
| 17 | Serhij Kłymentjew (O)    | Ukraina     | Sokił Kijów              | Medicine Hat Tigers (WHL)     |
| 28 | Richard Šafárik (PS)     | Słowacja    | HK Nitra                 | Victoriaville Tigres (QMJHL)  |
| 36 | Aleksandr Bojkow (O)     | Rosja       | Mieczeł Czelabińsk       | Victoria Cougars (WHL)        |
| 37 | Alaksandr Żuryk (O)      | Białoruś    | Dynama Mińsk             | Kingston Frontenacs (OHL)     |